# Axis
Axis là một chi động vật có vú trong họ Hươu nai, bộ Guốc chẵn. Chi này được C. H. Smith miêu tả năm 1827. Loài điển hình của chi này là Cervus axis Erxleben, 1777.

## Hình ảnh

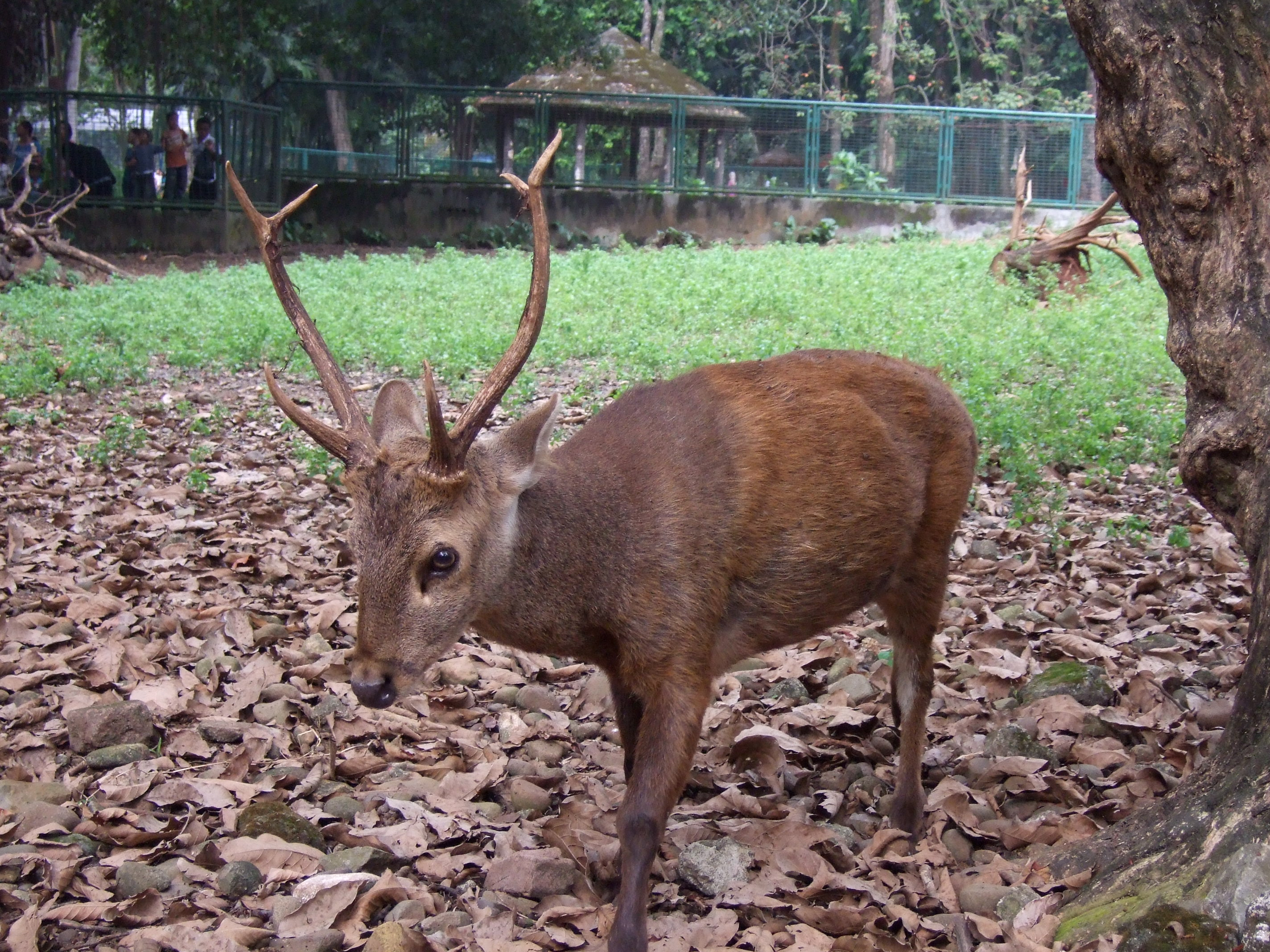
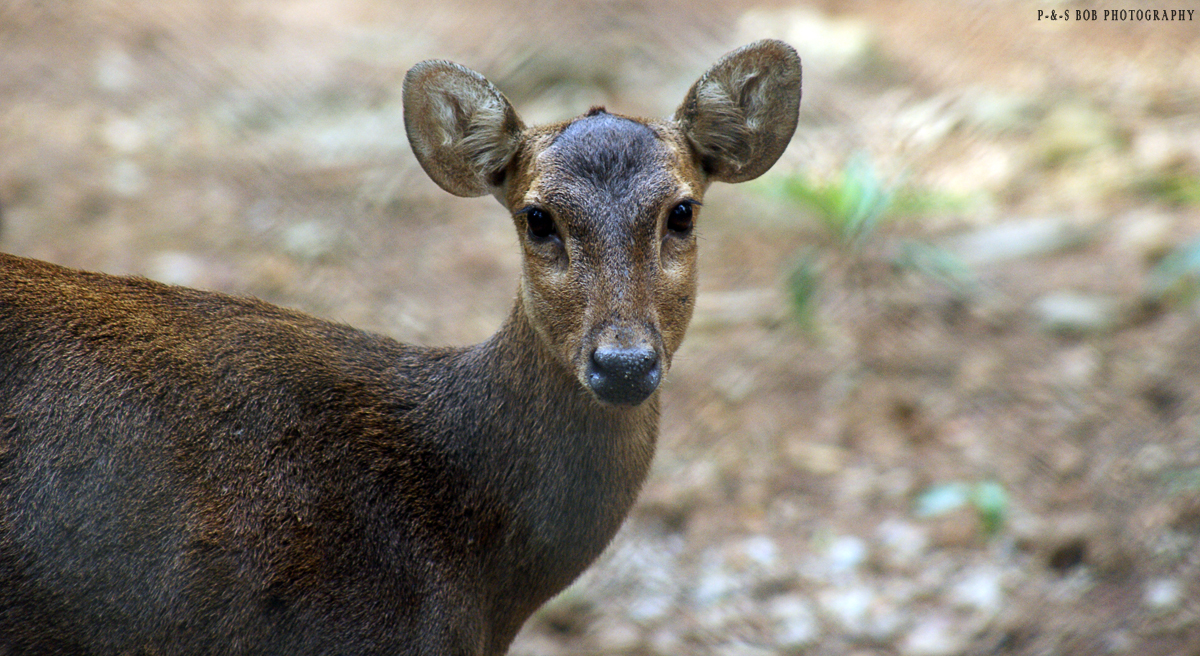
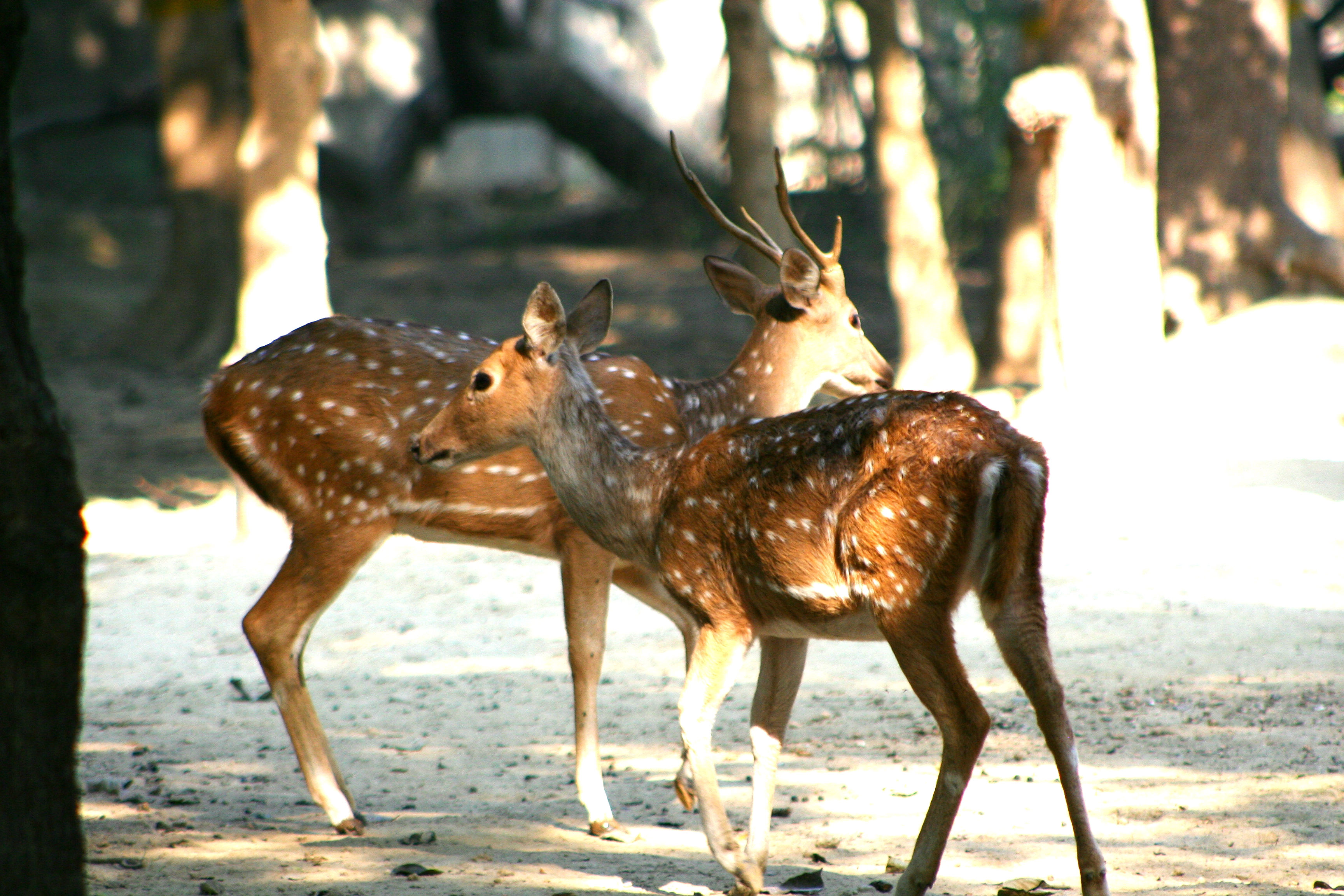
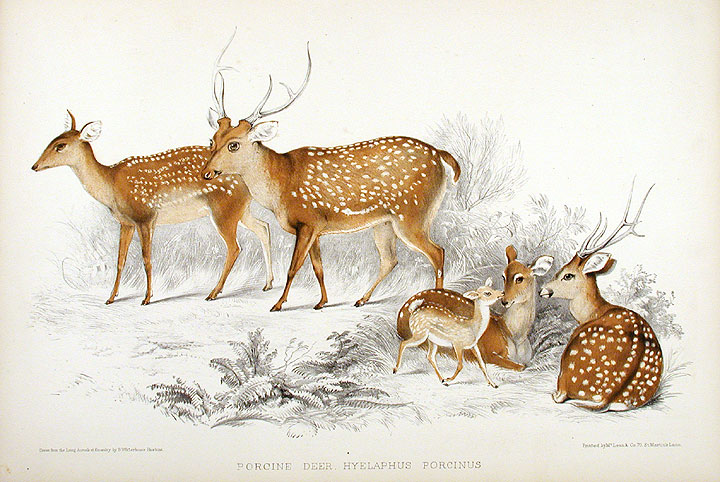

## Các loài
Chi này gồm các loài:
- Axis axis
- Axis calamianensis
- Axis kuhlii
- Axis porcinus